# Remo Ruffini
Remo Ruffini (Briga Marittima, 17 maggio 1942) è un fisico italiano.
Ruffini è direttore dell'ICRANet, International Centre for Relativistic Astrophysics Network. È stato presidente dell'International Centre for Relativistic Astrophysics (ICRA) e direttore del Dottorato Internazionale di Astrofisica Relativistica (IRAP PhD), sponsorizzato da Erasmus Mundus. È stato titolare della cattedra di fisica teorica presso il Dipartimento di Fisica dell'Università "La Sapienza" di Roma dal 1978 al 2012.

## Biografia
Nato a Briga Marittima (nell'allora provincia di Cuneo, divenuta francese dal 1947), dopo il diploma presso il Liceo Classico Gabriele D'Annunzio di Pescara ottiene la laurea in fisica nel 1966 all'Università di Roma La Sapienza. È stato quindi ricercatore alla Mainz Academy of Science, di Magonza (Germania), lavorando con Pascual Jordan, poi membro dell'Institute for Advanced Studies a Princeton e, più tardi, assistente ricercatore alla Princeton University. Nel 1975, è stato visiting professor all'Università di Kyoto (Giappone) e a quella di Perth (Australia Occidentale). Nel 1976 è diventato professore ordinario di fisica teorica all'Università di Catania e, due anni più tardi, all'Università di Roma "La Sapienza". Nel 1985 è stato eletto presidente dell'International Centre for Relativistic Astrophysics (ICRA). Nel 1984 è stato cofondatore, con Abdus Salam, dei Meeting Marcel Grossman. Ha collaborato con la NASA come membro dell'unità operativa per l'uso scientifico delle stazioni spaziali (1986-1990). Nel 1987 è diventato presidente dei Meeting Italo-Coreani sull'Astrofisica Relativistica. Negli anni 1989-1993 è stato presidente del Comitato Scientifico dell'Agenzia Spaziale Italiana. È attualmente nel comitato di redazione di International Journal of Modern Physics D e, in passato, del Nuovo Cimento B. È sposato con Anna Imponente e ha un figlio, Iacopo.
Il suo lavoro teorico ha condotto al concetto di stelle bosoniche. Il suo articolo con John Wheeler ha introdotto per la prima volta in astrofisica il concetto di "buco nero". Con Demetrios Christodoulou ha stabilito le trasformazioni reversibili e irreversibili di un buco nero e ne ha fornito la formula per un buco nero di Kerr-Newmann dotato di carica, massa e momento angolare. Il suo lavoro ha inoltre portato all'identificazione dei primi buchi neri nella nostra galassia.
Insieme al suo studente C. Rhoades, ha stabilito il limite assoluto più alto di massa per le stelle di neutroni e, con il suo studente Robert Leach, ha utilizzato tale limite per fissare il paradigma che ha reso possibile l'identificazione del primo buco nero nella nostra galassia, Cygnus X-1, usando i dati del satellite Uhuru di Riccardo Giacconi e del suo gruppo.
Con i suoi studenti Calzetti, Giavalisco, Song e Taraglio, ha sviluppato il ruolo delle strutture dei frattali in cosmologia.
Insieme al suo collaboratore T. Damour, ha suggerito l'applicabilità del processo Heisenberg-Euler-Schwinger di creazione di coppie particella-antiparticella nella fisica dei buchi neri e identificato la diadosfera in cui questi processi avvengono. I lampi gamma (GRBs) sembrano fornire la prova fondata di tale processo di creazione in astrofisica, prioritari all'osservazione di tale fenomeno in esperimenti sulla Terra, e rappresentano la prima prova del processo di estrazione di energia dai buchi neri (the blackholic energy).
Per i suoi contributi alla fisica dei buchi neri, Ruffini ha vinto l'Abraham Cressy Morrison Award dell'Accademia delle Scienze di New York nel 1972.

## Libri
È stato coautore di 21 opere, tra le quali:
- R. Giacconi e Remo Ruffini, curatori e coautori Physics and Astrophysics of Neutron Stars and Black Holes, LXXV E. Fermi Summer School, SIF and North Holland (1978), also translated into Russian.
- R. Giacconi e Remo Ruffini, Physics and Astrophysics of Neutron Stars and Black Holes 2nd edition, Cambridge Scientific Publishers, Cambridge (2009)
- R. Gursky e Remo Ruffini eds. and co, authors, Neutron Stars, Black Holes and Binary X Ray Sources, H. Reidel (1975).
- H. Ohanian e Remo Ruffini Gravitation and Spacetime, W.W. Norton, N.Y. (1994) tradotto anche in italiano (Zanichelli, Bologna, 1997) e coreano (Shin Won, Seoul, 2001).
- R. Gursky e Remo Ruffini Neutron Stars, Black Holes and Binary X Ray Sources, H. Reidel (1975)
- James M. Bardeen, Brandon Carter, Herbert Gursky, Stephen Hawking, Igor Novikov, Kip Stephen Thorne e Remo Ruffini, Black holes, aq cura di Cécile DeWitt-Morette e Bryce DeWitt, Gordon and Breach, New York, 1973
- Martin Rees, John Archibald Wheeler e Remo Ruffini Black Holes, Gravitational Waves and Cosmology, Gordon and Breach N.Y. 1974
- H. Sato e Remo Ruffini, Black Holes, Tokyo 1976
- L.Z. Fang e Remo Ruffini, Basic Concepts in Relativistic Astrophysics, Science Press, Beijing 1981
- F. Melchiorri e Remo Ruffini, Gamow Cosmology, North Holland Pub. Co., Amsterdam, 1986

## Riconoscimenti
- Cressy Morrison Award, from the New York Academy of Sciences (1972)
- Alfred P. Sloan Fellow Foundation (1974)
- Space Scientist of the Year (1992)